# Rectificador de monofásico de media onda
El rectificador de media onda es un circuito empleado para eliminar la parte negativa o positiva de una señal de corriente alterna de lleno conducen cuando se polariza inversamente, Además su voltaje es positivo.

## Polarización del diodo

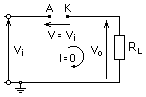
V_{o} = 0 V_{diodo} = V_{i} I = 0

### Polarización directa (Vi> 0)
En este caso, el diodo permite el paso de la corriente sin restricción. Los voltajes de salida y de entrada
son iguales, la intensidad de la corriente puede calcularse mediante la ley de Ohm.

### Polarización inversa (Vi< 0)
En este caso, el diodo no conduce, quedando el circuito abierto. No existe corriente por el circuito, y en la resistencia de carga RL no hay caída de tensión, esto supone que toda la tensión de entrada estará en los extremos del diodo:

## Tensión rectificada
|  | → |  | → |  |

## Rectificador de media onda con filtro RC (Diodo ideal)
Un circuito RC sirve como filtro para hacer que el voltaje alterno se vuelva directo casi como el de una batería, esto es gracias a las pequeñas oscilaciones que tiene la salida del voltaje, las cuales son prácticamente nulas. 
La primera parte del circuito consta de una fuente de voltaje alterna, seguido de un diodo que en esta ocasión será ideal (simplemente para facilitar la comprensión del funcionamiento) y finalmente el filtro RC.

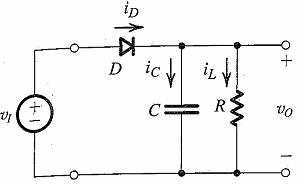
Circuito rectificador con filtro

El circuito funciona de la siguiente manera:
1. Entra la señal alterna al circuito, la cual se rectifica con el diodo. (Solo permite pasar un semi-ciclo de la señal, que en este caso es el semi-ciclo positivo)
2. En el momento que el voltaje sale del diodo el condensador se empieza a cargar y la caída de voltaje se recibe en la resistencia.
3. En el entender que es lo que está pasando y como calcular el filtro.

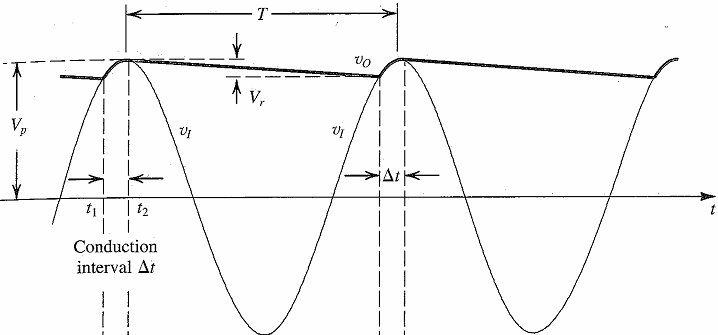
Señal con rectificador y filtro

{\displaystyle I_{L}={\frac {V_{p}}{R}}}
{\displaystyle V_{r}={\frac {V_{p}}{2fCR}}}
{\displaystyle i_{D\;prom}=I_{L}\left(1+\pi {\sqrt {\frac {V_{p}}{2V_{r}}}}\right)}
{\displaystyle i_{D\;max}=I_{L}\left(1+2\pi {\sqrt {\frac {V_{p}}{2V_{r}}}}\right)}